# Buckenbowra River
Der Buckenbowra River ist ein Fluss im Südosten des australischen Bundesstaates New South Wales.
Der 41 km lange Fluss entspringt 1,6 km nordöstlich der Kleinstadt Monga im Norden des Monga-Nationalparks, fließt südostwärts durch eine Reihe dicht bewaldeter Canyons und mündet ungefähr 5 km östlich der Stadt Batemans Bay in den Clyde River.

## Geschichte
Die ersten Einwohner dieses Landes waren vom Aborigines-Stamm der Walbanja. Die europäischen Siedler kamen in den 1830er-Jahren, als ein Reitpfad entlang des Flusses eingerichtet wurde. In den 1850er-Jahren wurde dieser wilde Pfad durch eine von Häftlingen gebaute Straße ersetzt, die auf Trockenmauerfundamenten stand. Bis Ende des 19. Jahrhunderts aber wurde diese Straße aber wieder aufgelassen; 2005 entdeckte man einen vergessenen, 770 m langen Abschnitt, der übrig geblieben war.

## Flora und Fauna
Die Canyons, durch die der Buckenbowra River fließt, werden von Gruppen aus Kasuarinenbäumen dominiert. Mangroven findet man endemisch entlang den Flussufern; sie bilden den einzigen dort bekannten Lebensraum für die Flechtenart Pertusaria melaleucoides.
Die am häufigsten im Fluss vorkommenden Fischarten sind der Australische Forellenhechtling und der Dorschbarsch Macquaria australasica.